# La Línea de la Concepción
La Línea de la Concepción – miasto w południowej Hiszpanii, w regionie Andaluzja, nad zatoką Algeciras (Cieśnina Gibraltarska) i Morzem Śródziemnym, graniczy z posiadłością brytyjską Gibraltar.
Santa Barbara – plaża przylegająca do miasta od strony Morza
Śródziemnego.